# Марта Фернандо Гонсалвес Пімента
Марта Фернандо Гонсалвес Пімента або просто Мартан (порт.-браз. Marthã Fernando Gonçalves Pimenta, нар. 20 червня 1997, Сан-Паулу, Бразилія) — бразильський футболіст, атакувальний півзахисник клубу «Львів».

## Життєпис
Народився в Сан-Паулу. Футболом розпочав займатися в 2012 році в однойменній футбольній школі. З 2014 по 2017 рік виступав за молодіжні команди «Дешпортіву Бразіл», «Палмейрас» та «Понте-Прета». У 2015 році в складі «Дешпортіву Бразіл» зіграв 4 матчі в регіональних змаганнях.
Наприкінці липня 2018 року перейшов до новачка УПЛ, ФК «Львів», в якому обрав собі футболку під номером 74. Дебютував у складі «городян» 22 липня 2018 року в переможному (2:0) виїзному поєдинку 1-о туру УПЛ проти київського «Арсеналу». Мартан вийшов на поле на 90+3-й хвилині, замінивши Аугусто.